# Carl Osburn
Carl Townsend Osburn (* 5. November 1884 in Jacksontown, Ohio; † 28. Dezember 1966 in St. Helena, Kalifornien) war einer der erfolgreichsten US-amerikanischen Sportschützen. Der Captain der United States Navy nahm an den Olympischen Spielen in Stockholm (1912), Antwerpen (1920) und in Paris (1924) teil.

## Sportliche Erfolge
Insgesamt gewann Osburn bei Olympischen Spielen fünfmal Gold, viermal Silber und zweimal Bronze (insgesamt elf Medaillen). Weiter gewann er acht Weltmeisterschaften mit der Mannschaft.

### Olympische Erfolge
| 1912 - Gold Armeegewehr Mannschaft - Silber Armeegewehr - Silber Armeegewehr 300 m Einzel - Bronze Kleinkalibergewehr 50 m Mannschaft | 1920 - Gold freies Gewehr 300 m Mannschaft - Gold freies Gewehr liegend 300 m Mannschaft - Gold Armeegewehr stehend 300 m - Gold Armeegewehr liegend Mannschaft - Silber Armeegewehr stehend 300 m Mannschaft - Bronze laufender Hirsch Mannschaft | 1924 - Silber freies Gewehr |

### Weltmeisterschaften
- 1921 freies Gewehr 300 m Mannschaft
- 1922 freies Gewehr 300 m Mannschaft
- 1923 freies Gewehr 300 m Mannschaft, freies Gewehr liegend 300 m Mannschaft, Armeegewehr stehend 300 m Mannschaft
- 1924 freies Gewehr 300 m Mannschaft, freies Gewehr liegend 300 m Mannschaft, Armeegewehr stehend 300 m Mannschaft